# Palacio Central de la Computación y la Electrónica
Palacio Central de la Computación y la Electrónica. Institución inaugurada el 7 de marzo de 1991, ubicada en el municipio de Centro Habana.
Es considerado como la sede central del Joven Club de Computación y Electrónica. En él se desarrollan varios proyectos de un amplio impacto para la sociedad cubana, además de ofrecer servicios avanzados en el ámbito de las tecnologías de la información, la comunicación y la electrónica. Además desarrolla programas y productos informáticos.

### En redes sociales
- Palacio Central de la Computación y la Electrónica en Facebook
- Palacio Central de la Computación y la Electrónica en X (antes Twitter)

- Datos: Q111737743